# Tayliah Zimmer
Tayliah Zimmer (ur. 24 maja 1985) – australijska pływaczka, specjalizująca się głównie w stylu grzbietowym.
Brązowa medalistka mistrzostw świata z Melbourne na 50 m stylem grzbietowym, mistrzyni świata na krótkim basenie z Szanghaju w sztafecie 4 x 100 m stylem zmiennym, 4-krotna srebrna medalistka mistrzostw świata na krótkim basenie. Brązowa medalistka Igrzysk Wspólnoty Brytyjskiej z Melbourne na 50 m grzbietem.